# Buchnera timorensis
Buchnera timorensis är en snyltrotsväxtart som beskrevs av William Fawcett. Buchnera timorensis ingår i släktet Buchnera och familjen snyltrotsväxter. Inga underarter finns listade i Catalogue of Life.